# Czukrász Róza
Czukrász Róza (Tomcsányi Jánosné) (Kolozsvár, 1863. február 8. – Érd, 1945. november 1.) pedagógus.

## Életpályája
Elemi iskoláit Kolozsváron és Bukarestben végezte el. A kolozsvári leányiskolában tanult tovább, majd a kolozsvári állami tanítóképző intézetben tanítói képesítést szerzett 1880-ban. Nem sikerült tanítónőként elhelyezkednie, így 1880–1884 között nevelőnő volt Páncélcsehen a Jakobi-családnál. 1884–1899 között a kolozsvári római katolikus elemi iskola tanítónője volt. 1888–1899 között a Család és Iskola című lap munkatársa volt. 1899–1900 között a Néptanoda című lap munkatársa volt. 1899–1908 között a mátyásföldi állami elemi iskola tanítónője, 1908–1909 között címzetes igazgatója volt. 1909-ben nyugdíjba vonult. 1942-ben Érdre költözött.
Meghonosította az olvasástanítás fonomimikai módszerét.

## Családja
Szülei: Czukrász János (1828–1910) cipész és Schwartz Anna voltak. 1899-ben házasságot kötött Tomcsányi János (1873–1935) műfordítóval.

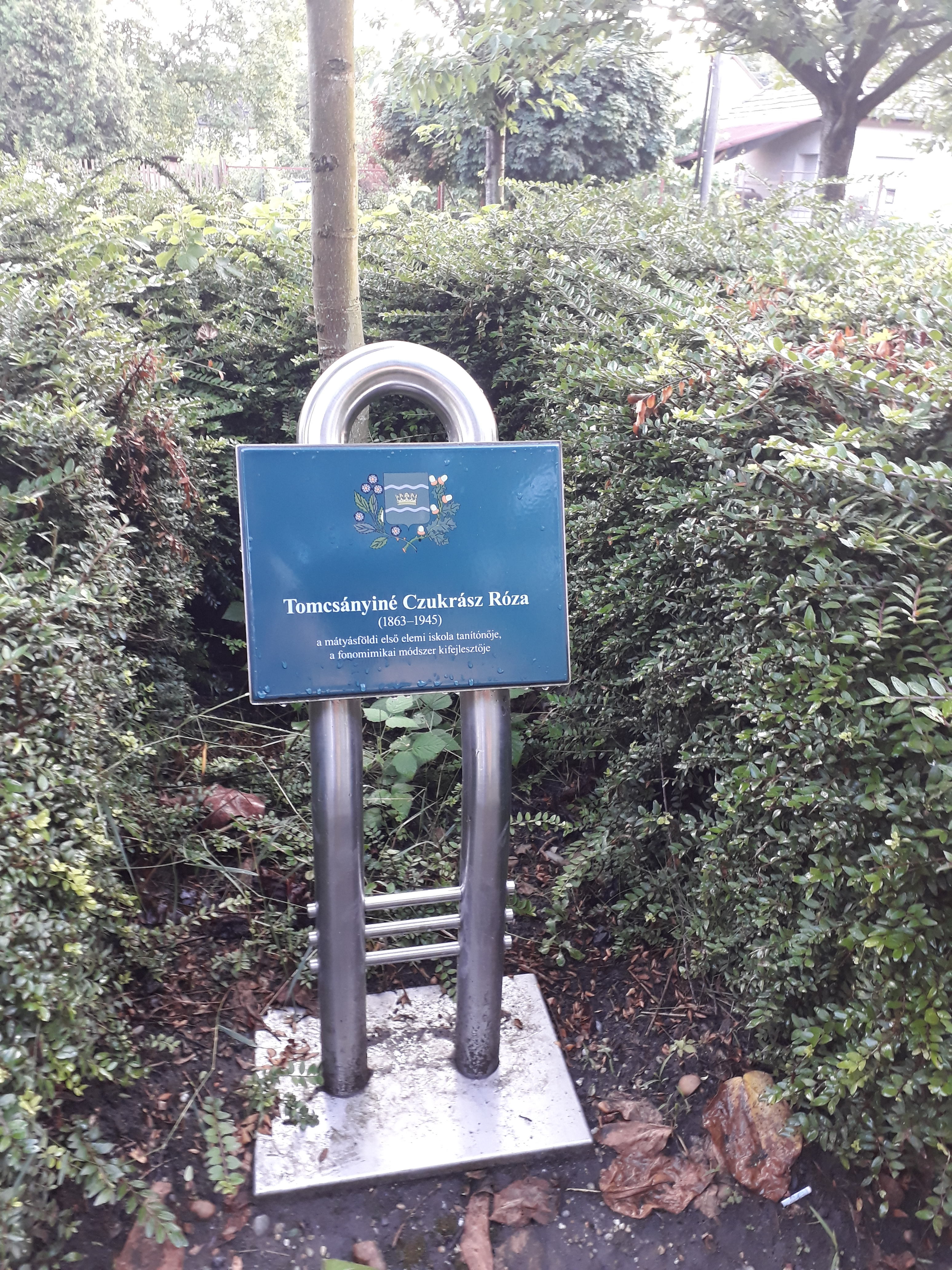
Tomcsányiné Czukrász Róza. Egyike a Lantos Antal és Széman Richárd, kerületi helytörténészek által összeállított 56 XVI. kerületi nevezetes személynek, akiknek emléktáblás gesztenyefákat ültettek 2011-ben.

## Művei
- Testgyakorlatokkal egybekötött olvasástanítás (Család és Iskola, 1896)
- Phonomimikai előgyakorlatok az olvasás és írás tanításához (Budapest, 1899, 1901, 1903, 1905, 1907, 1911, 1918)
- A magyar gyermek első könyve. Magyar ABC és olvasókönyv (Budapest, 1903, 1909, 1913, 1926, 1941)
- A fonomimika az írva-olvasás szolgálatában (Kalocsa, 1903)
- Olvasástanítás Tomcsányiné módszere szerint (Budapest, 1904)
- Nyelvgyakorló feladatok a helyes beszéd, a helyesírás és fogalmazás elsajátítására az elemi iskolák II–VI. osztálya számára. I–II. kötet (Budapest, 1908)
- Nyelvgyakorló vezérkönyv (Budapest, 1908)
- Az olvasás-tanítás módszerének fejlődése (Léva, 1910)
- A fonomimikai módszer Magyarországon (Budapest, 1934)
- Hogyan dolgoztam én fel a fonomimikát? (Az Országos Gárdonyi Társaság Évkönyve az 1940. évre. Budapest, 1940)

## Díjai
- A Société pour l’Instruction et la Protection des Enfants Sourds et Muets ou Arrièrés bronz érme (1901)
- Wodianer-díj (1906)
- A Société pour l’Instruction et la Protection des Enfants Sourds et Muets ou Arrièrés aranyérme (1927)